# Banaran (Pulung)
Banaran is een bestuurslaag in het regentschap Ponorogo van de provincie Oost-Java, Indonesië. Banaran telt 1883 inwoners (volkstelling 2010).